# Kalatx
Kalatx - Калач (rus) - és una ciutat de l'óblast de Vorónej, a Rússia. El 2018 tenia 18.834 habitants.